# Dinomyidae
Dinomyidae é uma família de roedores sul-americanos, quase que completamente extinta, restando apenas um gênero e uma espécie vivente, conhecida como Pacarana.

## Classificação
- Família Dinomyidae Peters, 1873
  - Gênero †Pseudodiodomus Paula Couto, 1979 incertae sedis
  - Gênero †Agnomys Kraglievich, 1940 incertae sedis
  - Subfamília Eumegamyinae Kraglievich, 1926
    - Gênero †Doellomys Alvarez, 1947
    - Gênero †Gyriabrus Ameghino, 1891
    - Gênero †Briaromys Ameghino, 1889
    - Gênero †Tetrastylus Ameghino, 1886
    - Gênero †Phoberomys Kraglievich, 1926
    - Gênero †Colpostemma Ameghino, 1891
    - Gênero †Orthomys Ameghino, 1881
    - Gênero †Eumegamys Kraglievich, 1926
    - Gênero †Pseudosigmomys Kraglievich, 1931
    - Gênero †Pentastylodon  Alvarez, 1947
    - Gênero †Eumegamysops Alvarez, 1947
    - Gênero †Telicomys Kraglievich, 1926
    - Gênero †Perumys Kretzoi e Voros, 1989
    - Gênero †Josephoartigasia Mones, 2007

  - Subfamília Potamarchinae Kraglievich, 1926
    - Gênero †Scleromys Ameghino, 1887
    - Gênero †Olenopsis Ameghino, 1889
    - Gênero †Simplimus Ameghino, 1904
    - Gênero †Eusigmomys Ameghino, 1905
    - Gênero †Potamarchus Burmeister, 1885

  - Subfamília Dinomyinae Peters, 1873
    - Gênero Dinomys Peters, 1873
    - Gênero †Telodontomys Kraglievich, 1934